# مدز آگسن
مدز آگسن (انگلیسی: Mads Agesen؛ زادهٔ ۱۷ مارس ۱۹۸۳) بازیکن سابق فوتبال اهل دانمارک است که در پست مدافع بازی می‌کرد.